# Cambio di regime
Il cambio di regime è la sostituzione potenzialmente forzata di un regime di governo con un altro. Il cambio di regime può sostituire in tutto o in parte la classe dirigente, l'apparato amministrativo o la burocrazia. Il cambio di regime può avvenire attraverso processi interni, come la rivoluzione, il colpo di stato o la ricostruzione del governo in seguito al fallimento dello stato o alla guerra civile. Può anche essere imposto a un paese da attori stranieri attraverso invasioni, operazioni palesi o coperte o tramite diplomazia coercitiva. Oltre a sostituire un governo con un altro, il cambio di regime può comportare la costruzione di nuove istituzioni, il ripristino di vecchie istituzioni o la promozione di nuove ideologie.
Tra il 1816 e il 2011, secondo una banca dati di Alexander Downes, 120 capi di Stato sono stati rimossi tramite un cambio di regime imposto dall'estero.

## Tipi

### Cambio di regime interno
Il cambio di regime può essere accelerato da una rivoluzione o da un colpo di stato. La rivoluzione russa del 1917, il colpo di stato birmano del 1962, la rivoluzione iraniana del 1979 e lo scioglimento del blocco orientale nel 1990 sono noti esempi. Esempi di cambio di regime guidato internamente sono l'istituzione della Quinta Repubblica francese (1958) e la Federazione dell'Australia.

### Cambio di regime imposto dall'estero
Il cambio di regime imposto dall'estero è la deposizione di un regime da parte di uno stato straniero, che può essere ottenuta con operazioni sotto copertura o con un intervento militare diretto. Anche le guerre interstatali possono culminare in un cambio di regime per la fazione sconfitta, come accadde per le potenze dell'Asse nel 1945. Il cambio di regime imposto dall'estero è talvolta utilizzato dagli stati come strumento di politica estera. Tra il 1816 e il 2011, secondo una banca dati di Alexander Downes, 120 capi di Stato sono stati rimossi tramite un cambio di regime imposto dall'estero.
Durante la guerra fredda, gli Stati Uniti sono spesso intervenuti in elezioni estere e si sono impegnati in tentativi di cambio di regime, sia di nascosto che apertamente.

### Promozione di regime
Secondo John Owen IV, nella storia si possono identificare quattro ondate di promozione forzata di un regime:
1. Cattolicesimo e protestantesimo: dal 1520 all'inizio del XVIII secolo
2. Repubblicanesimo con monarchia costituzionale e monarchia assoluta: dal 1770 alla fine del XIX secolo
3. Comunismo con liberalismo e fascismo: dalla fine degli anni '10 agli anni '80
4. Governo laico e islamismo: dopo il 1990

## Impatto
Studi di Alexander Downes, Lindsey O'Rourke e Jonathan Monten indicano che il cambio di regime imposto dall'estero raramente riduce la probabilità di una guerra civile, la rimozione violenta del capo appena imposto, e la probabilità di conflitto tra lo stato intervenuto e i suoi avversari, così come non aumenta la probabilità di democratizzazione (a meno che il cambio di regime non avvenga con cambiamenti istituzionali pro-democratici in paesi con condizioni favorevoli per la democrazia). Downes sostiene:
La ricerca di Nigel Lo, Barry Hashimoto e Dan Reiter ha risultati contrastanti, poiché scoprono che "la pace dopo le guerre dura più a lungo quando la guerra finisce con un cambio di regime imposto dall'estero". Tuttavia, una ricerca di Reiter e Goran Peic rileva che un cambio di regime imposto dall'estero può aumentare la probabilità di una guerra civile.